# سفسطائيون

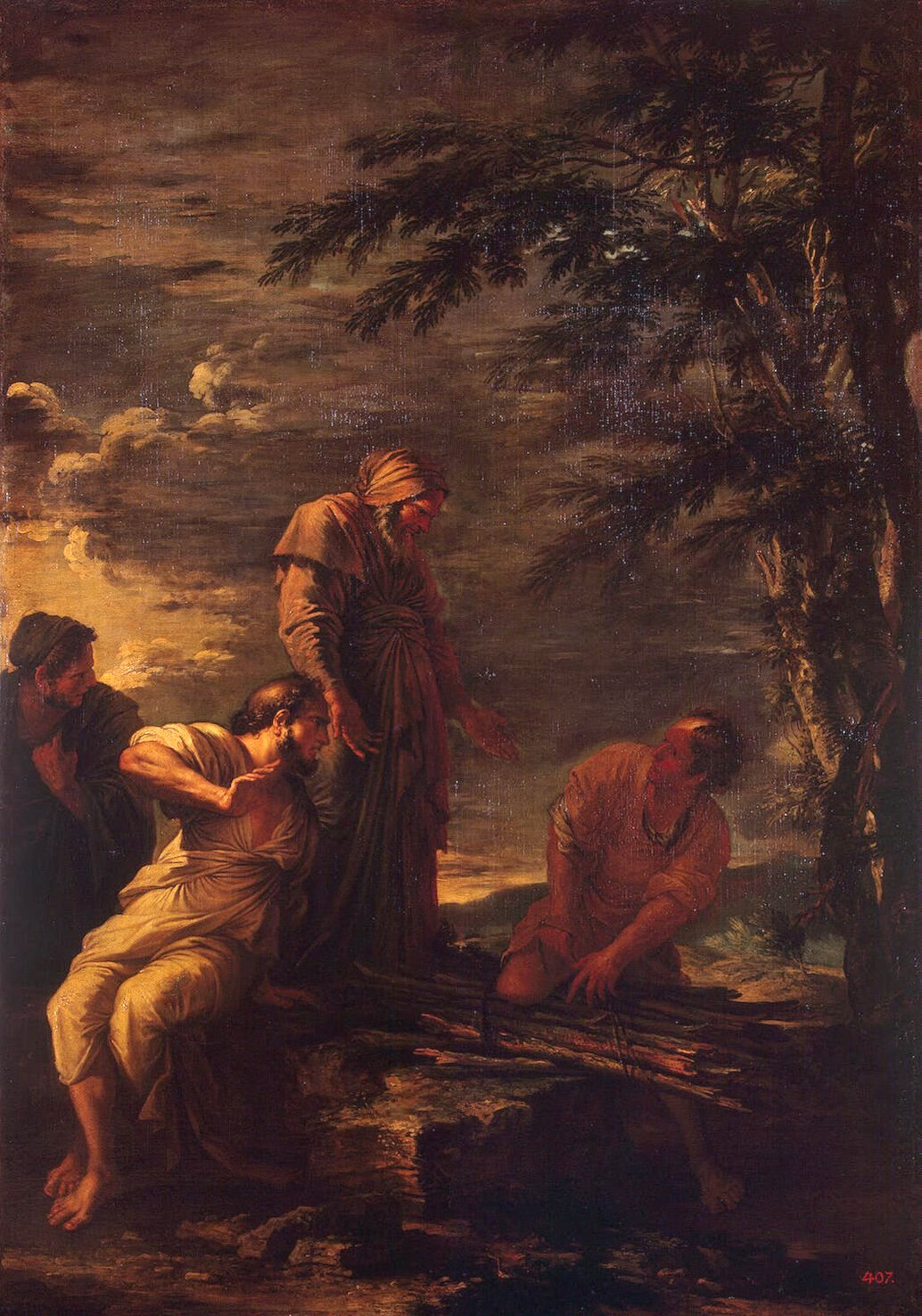

السفسطائي (باليونانية: σοφιστής) صفة نبعت من مصطلح كلمة سفسطة،   وهم كانوا نوعًا محددًا من المعلمين في اليونان القديمة، في القرنين الرابع والخامس قبل الميلاد. تخصص العديد من السفسطائيين باستخدام أدوات الفلسفة والبلاغة، مصممة أيضًا في المقابل سفسطائيون آخرون علّموا مواضيع كالموسيقى والرياضة البدنية والرياضيات. ادعى السفسطائيون بشكل عام أنهم يعلمون آريتيه («السمو» أو «الفضيلة»، مطبقةً على مجالات مواضيع متعددة)، بشكل رئيسي لرجال الدولة الشباب وطبقة النبلاء.
أتى المصطلح في اليونانية من سوفيزو «أنا حكيم»؛ التي اشتق منها سوفيستيس بمعنى «حكمة-اني، الذي يقوم بالحكمة» وسوفوس التي تعني «حكيم».

## لمحة تاريخية
لم تنجُ إلا كتابات قليلة من وعن أوائل السفسطائيين. تقاضى أوائل السفسطائيون أجرًا مقابل التعليم وتلقين الحكمة، لذا كانوا يوظفون عادةً من قبل الأثرياء. أدت هذه الممارسة إلى إدانات وجهها سقراط عبر أفلاطون في حواراته، وكذلك زينوفون في كتابه تذكارات، وأيضًا -وإن كان ذلك محط جدل إلى حد ما- إدانات وجهها أرسطو. يمكن اتهام أرسطو بكونه سفسطائيًّا باعتبار أنه كان يتقاضى أجرًا كمعلم الإسكندر الأكبر. لم يقبل أرسطو في الواقع أموالًا من فيليب، أبي الإسكندر، لكنه طلب من فيليب إعادة بناء ستاغيرا، مسقط رأس أرسطو كدفعة، وهي بلدة كان فيليب قد دمرها في إحدى حملاته السابقة، وقبل فيليب بهذا الشرط. كتب جيمس إيه. هيريك: «في دي أوراتوري أو عن الخطيب، يلوم شيشرون أفلاطون لفصله بين الحكمة والبلاغة في هجوم الفيلسوف المشهور على السفسطائيين في حوار غورغياس». قدِّم السفسطائيون في أعمال كهذه على أنهم «منمِّقون» أو «مخادعون»، ومن هنا أتى المعنى المعاصر للمصطلح.
يذكر التاريخ التقليدي للبلاغة والتركيب اللغوي الفلاسفة أمثال أرسطو وشيشرون وكينتيليان أكثر ما يذكر السفسطائيين. أصبحت الفلسفة تعتبر منفصلة عن السفسطة، والسبب الكبير في ذلك يعود إلى تأثير أفلاطون وأرسطو، إذ تعتبر السفسطة بلاغيةً ومنمقة، وتعتبر مجالًا عمليًّا. لذا، بحلول عهد الإمبراطورية الرومانية، كان السفسطائي ببساطة معلم بلاغة وخطيبًا عامًّا شعبيًّا. فكان ليبانيوس وهيميريوس وأيليوس أريستيدس وفرونتو بهذا المعنى سفسطائيين. ولكن، رغم معارضة الفلاسفة سقراط وأفلاطون وأرسطو، من الواضح أن السفسطائيين كان لهم أثر كبير في عدد من المجالات، بما فيها نمو المعرفة ونظرية السياسة الأخلاقية. كان لتعاليمهم بالغ الأثر على الفكر في القرن الخامس قبل الميلاد. ركز السفسطائيون على الفحص العقلي للعلاقات الإنسانية وعلى خير ونجاح الحياة البشرية. قالوا إن الآلهة لا يمكن أن تكون تفسيرًا للفعل البشري.

### القرن الخامس قبل الميلاد
في النصف الثاني من القرن الخامس قبل الميلاد، وبالتحديد في أثينا، أصبحت تسمية «سفسطائي» تدل على طبقة من المثقفين الجوالين الذين أعطوا دروسًا في مواضيع مختلفة، ووضعوا فرضيات عن طبيعة اللغة والثقافة، واستخدموا البلاغة للوصول إلى غاياتهم، وهي غالبًا إقناع الآخرين. «كان للسفسطائيين، على كل الأحوال، أمر مشترك واحد: مهما يكن من أشياء أخرى ادعوا أو لم يدعوا معرفتها، فقد تميزوا بالمعرفة العميقة للكلمات التي يمكنها تسلية أو إدهاش أو إقناع جمهور ما». ذهب السفسطائيون إلى أثينا ليدرّسوا لأن المدينة كانت تزدهر آنذاك. كانت وظيفةً جيدة لأولئك البارعين في المناظرة، وهي كانت خاصيةً للسفسطائيين الأوائل، ولاقوا الشهرة والثروة التي كانوا يبحثون عنها. يعتبر بروتاغوراس عادةً أول هؤلاء السفسطائيين المحترفين. ومنهم أيضًا غورغياس، وبروديكوس، وهيبياس، وثراسيماخوس، ولايكوفرون، وكاليكليس، وأنتيفون، وكراتيلوس. ادعى بعض السفسطائيين أنهم وجدوا إجابات كل الأسئلة. ويعرف معظم هؤلاء السفسطائيين اليوم من خلال كتابات خصومهم (وبالتحديد أفلاطون وأرسطو)، ما يجعل من الصعب تكوين نظرة محايدة عن تعاليمهم وممارساتهم. في بعض الحالات، كحالة غورغياس، ما زال هناك أعمال كلامية أصلية، وذلك يسمح بالحكم على المؤلف حسب أقواله. ولكن، في معظم الحالات، تأتي المعرفة بما قاله أو فعله السفسطائيون كأفراد من اقتباسات مجتزأة لا تضع الكلام في سياقه، وعادةً ما تكون عدائية.
يمكن وصف السفسطائيين بأنهم فلاسفة ومعلمون بنفس الوقت، سافروا في أنحاء بلاد الإغريق معلمين طلابهم مهارات الحياة المختلفة، وخاصة البلاغة والخطابة. هذه كانت خصالًا جيدةً في تلك الأوقات التي كان لقدرة المرء على الإقناع أثر كبير على سلطته السياسية وثروته الاقتصادية. أصبحت أثينا مركز نشاط السفسطائيين؛ بسبب انتشار حرية التعبير للمواطنين الأحرار (غير العبيد) في المدينة، ولثرائها بالموارد. لم يكن للسفسطائيين كمجموعة تعاليم موحدة ثابتة، وألقوا المحاضرات في مواضيع كانت متنوعة لتشمل العلوم من اللسانيات والبلاغة إلى علم الوجود (الأنطولوجيا) ونظرية المعرفة (الإبستيمولوجيا). ادعى معظم السفسطائيين تعليم آريتيه (السمو والفضيلة) وتعدى ذلك إدارة وتنظيم علاقات المرء ليشمل إدارة وتنظيم المدينة كذلك. كان يُعتقد قبل القرن الخامس قبل الميلاد أن ولادة المرء لعائلة أرستقراطية تؤهله للسياسة والأريتيه. لكن بروتاغوراس، الذي يُعتبر السفسطائي الأول، قال بأن الأريتيه نتيجة التدريب وليست نتيجة الولادة.

### القرن الأول للميلاد
من أواخر القرن الأول للميلاد مثلت السفسطائية الثانية -وهي حركة فلسفية وبلاغية- التعبير الرئيسي عن الحياة الفكرية. يأتي مصطلح «السفسطائية الثانية» من فيلوستراتوس، الذي رفض تسمية «السفسطائية الحديثة» ناسبًا جذور الحركة إلى الخطيب إيسخينيس في القرن الرابع قبل الميلاد. ولكن ممثلها الأول كان فعليًّا نيقيتاس السميرني، في أواخر القرن الميلادي الأول. على عكس الحركة السفسطائية الأصلية في القرن الخامس قبل الميلاد، لم تُعنَ السفسطائية الثانية كثيرًا بالسياسة. لكنها كانت، إلى حد كبير، تعنى بالحاجات اليومية وتستجيب للمسائل العملية في حياة المجتمع الإغريقي الروماني. سيطرت الحركة على التعليم العالي وتركت بصمتها في العديد من أشكال الأدب. حتى أن لوسيان، وهو نفسه من كتاب السفسطائية الثانية، يدعو يسوع «ذاك السفسطائي المصلوب». لكن هذه المقالة تتناول فقط سفسطائيي بلاد الإغريق التقليدية.

## شخصيات كبرى
معظم ما هو معروف عن السفسطائيين يأتي من شروحات وتعليقات الآخرين. في بعض الحالات، كما هو الحال مع غورغياس، تنجو بعض أعمال الكاتب، ما يسمح بالحكم عليه حسب أقواله. في إحدى الحالات، نجا نص سفسطائي هام يدعى «الحجج المتناقضة» (أو ديسوي لوغوي) لكن اسم كاتبه مجهول. تأتي معظم معرفتنا بالفكر السفسطائي من اقتباسات مجتزأة دون سياق. والكثير من تلك الاقتباسات تأتي من أرسطو، الذي يبدو أنه لم يكن يقدر السفسطائيين.

### بروتاغوراس
كان بروتاغوراس أحد أشهر وأنجح السفسطائيين في زمنه؛ لكن فلاسفةً لاحقين، كسيكستوس إمبيريكوس عاملوه كمؤسس فلسفة بدل اعتباره سفسطائيًّا. علم بروتاغوراس طلابه المهارات الضرورية والمعارف اللازمة لحياة ناجحة، وخاصةً في السياسة. درب تلاميذه على النقاش من وجهتي النظر المختلفتين لأنه كان يؤمن أن الحقيقة لا يمكن أن تكون مقتصرةً على أحد وجهي النقاش. كتب بروتاغوراس عن العديد من المواضيع وطور عدة أفكار فلسفية، وخاصة في نظرية المعرفة. نجت بعض أجزاء أعماله. هو قائل المقولة الشهيرة: «الإنسان مقياس كل شيء»، وهي الجملة الافتتاحية لعمل أسماه الحقيقة.

### غورغياس
غورغياس سفسطائي معروف عرضت كتاباته قدرته على جعل المواقف والحجج غير الشعبية وعكس البديهية تبدو أقوى. ألف غورغياس عملًا مفقودًا يعرف باسم عن اللاموجود، يقول فيه بعدم وجود شيء، ويحاول فيه إقناع قرائه أن الفكر يختلف عن الوجود. وكتب أيضًا مدح هيلين الذي يعرض فيه كل الأسباب الممكنة التي يمكن أن تلام بها هيلين على التسبب بحرب طروادة وينقض كلًّا منها.

## النقد
علم كثير من السفسطائيين مهاراتهم مقابل ثمن. وعادةً ما تقاضى الممارسون أسعارًا باهظة لأهمية تلك المهارات في الحياة الاجتماعية في أثينا والتي تقوم على التحاج. أدت ممارسات السفسطائيين من التشكيك في الوجود وأدوار الآلهة التقليدية والبحث في طبيعة السماوات والأرض لقيام ردود فعل ضدهم. وأدى تهجم بعض أتباعهم على سقراط إلى إدانات حادة من أتباعه، بما فيهم أفلاطون وزينوفون، إذ كانت هناك نظرة شعبية إلى سقراط على أنه سفسطائي. على سبيل المثال، نقد كاتب المسرحيات الهزلية أريستوفان السفسطائيين بقوله بأنهم متلاعبون بالكلام يعتنون بأتفه التفاصيل، وجعل سقراط ممثلهم. في النهاية، أدى سلوكهم، بالإضافة إلى الثروة التي جمعها العديد من السفسطائيين، إلى احتقار شعبي لممارسي السفسطة والكتابات والأفكار المرتبطة بالسفسطائية.